# Германос, Фредди
Фредди Германос (греч. Φρέντυ Γερμανός, 1934—1999) — греческий журналист, телевизионный продюсер, ведущий телевизионных программ и писатель.

## Биография
Родился в Афинах 5 го сентября 1934 года. Его детство проходило в Митилини, где в возрасте восьми лет Германос выпустил свою первую газету под названием Όλα για όλους, которая выходила в 25 экземплярах и для которого его мать писала короткие истории. Он вырос в Экзархии и Кипсели. Учился в Школе Варвакиос. Работал продавцом тканей и клерком. Высшее образование получил в престижном Университете Пантеон.
В мае 1953 года 19-летний Фредди занял второе место в национальном конкурсе молодежной газеты  «Вечер».
В ноябре 1963 года ему был вручён приз газеты «Апогевматини» за нашумевшее интервью с популярным греческим музыкантом Стаматисом Кокотой. В том же году Германос выпустил и свою первую книгу.
Германос свободно  говорил по-английски и по-французски и был постоянным жителем Афин. Был женат на актрисе Марии Ионнидоу (род. 1943) вплоть до своей смерти в 1999 году.